# Julio Herrera (gobernador)
Julio Herrera (San Fernando del Valle de Catamarca, 28 de junio de 1856 - Córdoba, 9 de febrero de 1927) fue un abogado y político argentino, que ejerció como gobernador de la provincia de Catamarca entre 1894 y 1897.

## Biografía
Estudió en su ciudad natal y dedicó su juventud al comercio y al estudio del derecho, aunque sus recursos no le permitieron seguir una carrera universitaria. A los 19 años fue secretario del juzgado federal de Catamarca, y al año siguiente fue profesor de matemática en el Colegio Nacional de esa ciudad.
Muy joven, fue ministro de Hacienda del gobernador José Dulce, y más tarde fue elegido diputado nacional.
Asumió como gobernador de su provincia en junio de 1894, en una provincia que había estado convulsionada por sucesivas revueltas durante la gestión de su antecesor Gustavo Ferrary.
Durante su mandato se instaló la primera red de agua corriente y la primera de electricidad. Convocó una Convención que sancionó una nueva constitución para su provincia y por su iniciativa se sancionaron los códigos de procedimientos en lo civil, comercial y penal. Se creó el Concejo Deliberante de la Capital, su fundó la Biblioteca provincial y la Escuela de Derecho. Encargó a las Hermanas del Buen Pastor la dirección del Correccional de Mujeres.
Durante su mandato se realizó el segundo censo nacional, que demostró que, a diferencia de la población nacional, que se había duplicado, la población de Catamarca había aumentado desde 1869 solamente en un 13 %, llegándose a los 90 000 habitantes.
Tras su paso por la gobernación se presentó a solicitar su título de abogado, siendo examinado y aprobado por un tribunal. Poco después fue nombrado miembro del Superior Tribunal de Justicia de la provincia. Fue también miembro de la Convención Nacional Constituyente de 1897.
En 1898 fue elegido senador nacional, cumpliendo íntegro su mandato de nueve años. Se destacó en las votaciones de las reformas políticas, y en su firme y exitosa oposición a la reforma del Código Penal de la Nación.
Tras su paso por el Senado, fue nuevamente nombrado miembro del Superior Tribunal de Justicia de su provincia. También fue profesor en el Colegio Nacional y en la Escuela Normal de su ciudad natal.
Falleció en Catamarca en el año 1927.

## Obra escrita
Entre sus varias obras sobre derecho, cabe citar:
- Anarquismo y defensa social
- Educación y criminalidad
- Sistemas carcelarios
- Alcoholismo: medidas para combatirlo
- Admisibilidad de los penados provinciales en las cárceles nacionales
- El nuevo censo en la representación parlamentaria
- El nuevo Código Penal Argentino
- El pontificado y su acción civilizadora
- Reforma de la enseñanza media